# 白帝猪尾鼠
白帝猪尾鼠（学名：Typhlomys fengjiensis）为刺睡鼠科猪尾鼠属的啮齿动物，是中国的特有物种。该物种的模式产地在重庆市奉节县兴隆镇石乳关。种加词取自模式产地奉节县，俗名取自模式产地附近的著名历史遗迹白帝城。

## 鉴别特征
白帝猪尾鼠与大娄山猪尾鼠（Typhlomys daloushanensis）形态相似，但体型和颅骨更大，颧弓弯曲更深，第1枚上臼齿的颊侧和舌侧均有内凹角。身体背部深灰色，腹毛毛基深灰色，毛尖白色，整体腹面呈奶白色。四肢掌部为浅棕色；指浅黄色。尾端簇生着长长的白毛。